# Pinus dabeshanensis
Pinus dabeshanensis je vzácná čínská pětijehličná borovice.

## Synonyma
- Pinus armandii var. dabeshanensis
- Pinus fenzeliana var. dabeshanensis.

## Popis
Stálezelený jehličnatý strom, dorůstající do výšky 25 m. Kmen je přímý a dosahuje průměru 0,6 m. Větve jsou zprvu vodorovné, později zahnuté dolů. Koruna je válcovitá. Borka je šupinovitá. Letorosty jsou žlutohnědé a hladké. Jehlice jsou přímé, seshora světle zelené a na vnitřních površích šedavé a vyskytují se ve svazečcích (Fasciculus) po 5; jehlice jsou 5-14 cm dlouhé a 1 mm široké a na okrajích pilovité.
Samičí (semenné) šištice – šišky (Megastrobilus) jsou válcovitě elipsoidní, na krátkých stopkách; šišky jsou 9–16 cm dlouhé. Šupiny šišek jsou křehké. Výrůstky (Apophysis) jsou hladké, kosočtverečné, se zpětně zakřiveným předním okrajem, hnědožluté a 30 mm široké. Přírůstek prvního roku (Umbo) je koncový a horní. Semena jsou světle hnědá, elipsoidní až obvejčitá, 13-18 mm dlouhá a 6-9 mm široká a s tenkým osemením. Křídla semen jsou velmi krátká a dřevnatá. Šišky dozrávají v září druhého roku.

## Příbuznost
Borovice Pinus dabeshanensis je některými botaniky považována pouze za varietu borovice Pinus armandii var. dabeshanensis, dalšími botaniky za varietu borovice Pinus fenzeliana var. dabeshanensis a některými též za samostatný druh.

## Výskyt
Domovinou borovice Pinus dabeshanensis je Čína a její provincie An-chuej (v jihozápadní části, v pohoří Ta-pie-šan), Che-nan a Chu-pej.

## Ekologie
Borovice Pinus dabeshanensis roste v nadmořských výškách 900–1400 m na nechráněných skalnatých stěnách útesů nebo na horských hřebenech v půdách žulového původu a tvoří zde smíšené porosty s borovicí hwangšanskou Pinus hwangshanensis, dubem Quercus glauca, dubem žlázonosným Quercus serrata, olší Alnus trabeculosa, platykaryjí šišticovitou Platycarya strobilacea, stevarcií čínskou Stewartia sinensis, svídou pochybnou Cornus controversa a dalšími.
Borovice Pinus dabeshanensis je mrazuvzdorná do kolem –16 °C a roční srážkové úhrny se zde pohybují mezi 1200–2200 mm.

## Využití člověkem
Strom je využíván jako zdroj řeziva a palivového dříví.

## Ohrožení
Borovice Pinus dabeshanensis je organizací IUCN hodnocena jako zranitelná, v hodnocení IUCN je považována za Pinus armandii varieta dabeshanensis. Tendence stavu populace je klesající v důsledku kácení a celá populace stromu je značně roztříštěna. Strom roste v oblasti, kde probíhá odlesňování.